# Новокујбишевск
Новокујбишевск (рус. Новокуйбышевск) град је у Русији у Самарској области. Према попису становништва из 2010. у граду је живело 108.449 становника.

## Становништво
Према прелиминарним подацима са пописа, у граду је 2010. живело 108.449 становника, 4.524 (4,00%) мање него 2002.
| 1959.  | 1970.   | 1979.   | 1989.   | 2002.   | 2010.   |
| ------ | ------- | ------- | ------- | ------- | ------- |
| 62.755 | 103.707 | 109.029 | 112.987 | 112.973 | 108.449 |